# Gladbachus
Gladbachus è un genere estinto di pesci cartilaginei vissuto circa 385 milioni di anni fa, nel Devoniano medio. L'unica specie conosciuta, Gladbachus adentatus, prende il nome dalla città tedesca vicino al luogo del ritrovamento. Il fossile, lungo circa 75 cm, rappresenta l'unico esemplare noto di questa specie.

## Scoperta e descrizione
Il fossile di Gladbachus adentatus è stato scoperto nella valle del Reno e descritto per la prima volta nel 2001. Attualmente è conservato presso l'Università di Cambridge. Il campione, schiacciato dorsoventralmente, conserva gran parte della mascella, dei denti, del cranio, degli archi branchiali e delle scaglie dell'animale.
Poiché lo scheletro cartilagineo degli squali si fossilizza con difficoltà, le testimonianze fossili di questi pesci sono rare. Tuttavia, Gladbachus offre importanti informazioni sull’evoluzione degli squali e dei vertebrati con mascelle.
Analisi mediante tomografia computerizzata, condotte all'Università del Texas e presso l’Advanced Photon Source dell’Argonne National Laboratory, hanno permesso ai ricercatori di ottenere una visione dettagliata dell'anatomia del fossile, rivelando importanti dettagli sulla struttura del suo scheletro cartilagineo, dei denti e delle scaglie.

## Caratteristiche anatomiche e importanza evolutiva
Gladbachus adentatus presenta una combinazione di caratteristiche appartenenti a diversi gruppi di pesci arcaici: i placodermi (pesci corazzati con piastre ossee sulla testa e sul torace) e gli acantodi (piccoli pesci spinosi con caratteristiche intermedie tra squali e pesci ossei).
Le scaglie di Gladbachus risultano più primitive rispetto a quelle degli acantodi, il che suggerisce che la sua linea evolutiva si sia separata prima della comparsa di acantodi, squali e altri vertebrati con mascelle, compresi gli esseri umani.
Questa scoperta complica l’albero genealogico degli squali: invece di una semplice linea evolutiva che ha portato dagli antichi pesci cartilaginei agli squali moderni, sembra che diverse linee evolutive abbiano sviluppato indipendentemente caratteristiche simili agli squali, come le fessure branchiali già presenti in Gladbachus.

## Implicazioni per l'evoluzione degli squali
Secondo il paleontologo Michael Coates dell’Università di Chicago, lo studio di Gladbachus suggerisce che l’ultimo antenato comune tra esseri umani e squali risalga a circa 440 milioni di anni fa, anticipando le stime precedenti.
Inoltre, la presenza di caratteristiche associate all'alimentazione tramite filtraggio indica che gli squali primitivi potrebbero aver avuto un comportamento più simile agli odierni squali elefante piuttosto che ai grandi predatori. Solo in seguito alcune specie avrebbero sviluppato le abitudini predatorie che caratterizzano molti squali moderni (Coates et al., 2021).